# كونستانتين فرانك
كونستانتين فرانك (بالإنجليزية: Konstantin Frank)‏ هو عالم أمريكي، ولد في 1897، وتوفي في 1985.